# ルチア・ボゼー
ルチア・ボゼー（伊: Lucia Bosè、旧姓:ルチア・ボルローニ(Lucia Borloni)、1931年1月28日 – 2020年3月23日）は、イタリアの女優。
1950年代のイタリアのネオレアリズモの時代に名声を極めた。
スペインのミュージシャン、ミゲル・ボゼーの母親。

## 死去
2020年3月23日、新型コロナウイルスによる肺炎のため、入院先のセゴビアの病院で死去した。89歳没。